# Верцишув
Верцишув (пол. Wierciszów) — село в Польщі, у гміні Яблонна Люблінського повіту Люблінського воєводства.
Населення — 276 осіб (2011).

## Демографія
Демографічна структура станом на 31 березня 2011 року:
|          | Загалом | Допрацездатний вік | Працездатний вік | Постпрацездатний вік |
| -------- | ------- | ------------------ | ---------------- | -------------------- |
| Чоловіки | 135     | 31                 | 88               | 16                   |
| Жінки    | 141     | 27                 | 79               | 35                   |
| Разом    | 276     | 58                 | 167              | 51                   |